# I racconti di un giovane medico
I racconti di un giovane medico (Записки юного врача), in lingua italiana nota anche con i titoli Memorie di un giovane medico e Appunti di un giovane medico, è una raccolta di racconti di Michail Afanas'evič Bulgakov pubblicata per la prima volta assieme in un volume nel 1963.
I racconti hanno come protagonista un neolaureato in medicina, messo a capo di un piccolo ospedale di campagna, dove deve affrontare, per la prima volta, tutte le responsabilità, i rischi e i disagi della professione medica. Il libro è fortemente autobiografico: Bulgakov si laureò in medicina e fu dirigente d'un ospedale di campagna.

## Descrizione
Appunti di un giovane medico è una raccolta di nove racconti, nata tra il 1917, anno in cui l'autore si trasferisce a Vjaz'ma, e il 1919, anno questo invece in cui egli viene mandato nel Caucaso. Degli otto racconti nati nel 1917, sette narrano avvenimenti vissuti dall'autore nel 1916, quando, subito dopo la laurea, viene mandato nel villaggio di Nikol'skoe, nel governatorato di Smolensk, ad esercitare per circa un anno la professione medica in un ospedale di campagna; l'ottavo racconto dello stesso anno, Morfina, narra di eventi contemporanei al tempo di stesura. L'ultimo racconto, Io ho ucciso, nasce infine tra il 1918 e il 1919, periodo questo in cui l'autore è a Kiev, dopo la breve permanenza a Vjaz'ma e prima della partenza per il Caucaso.
Le storie, pur avendo lo stesso protagonista e gli stessi personaggi secondari, sono disgiunte le une dalle altre, con solo blandi riferimenti fra loro; anche l'ordine cronologico è inesistente o casuale, tanto che l'età stessa del protagonista varia di racconto in racconto, nonostante siano ambientati nello stesso anno; il paese stesso dove è ubicato l'ospedale cambia nome in base al racconto. I singoli racconti furono pubblicati da Bulgakov negli anni 1925-1926 sulla rivista Medicinskij Rabotnik; uno solo di essi, La gola d'acciaio, fu invece pubblicato sulla rivista Krasnaja panorama. Nel 1963 è apparsa l'edizione in volume, la quale però non comprendeva tre dei nove racconti, L'eruzione stellata, Morfina e Io ho ucciso. Solo nel 1982 esce la prima edizione completa.

## Trama

### L'asciugamano col galletto
Era il 17 settembre 1916 quando il dottor Bomgard e il suo vetturino, dopo ventiquattro ore di viaggio, giunsero all'ospedale di Mur'e; ad attenderli vi era un clima rigido e una campagna desolata; tutto intorno regnava il silenzio. Le uniche persone ad accoglierli furono il guardiano, Egoryč, sua moglie, nonché domestica, Aksin'ja, l'infermiere diplomato, Dem'jan Lukič, e le due ostetriche, Pelageja Ivanovna e Anna Nikolaevna. Dopo un giro di perlustrazione dell'ospedale e della sua residenza, il dottore rimase sorpreso dal "ricchissimo strumentario" e dalla farmacia, di cui disponeva la struttura, e dalla libreria molto fornita presente nel suo studio: tra sé e sé riconobbe di ignorare l'esistenza di molti di quegli strumenti, così come di medicinali e libri. I suoi nuovi compagni gli spiegarono che tutto ciò era opera del suo predecessore, il dottore Leopol'd Leopol'dovič. Bomgard ben presto intuì che quel medico per tutti loro era un idolo, una persona dalle capacità straordinarie.
Ormai sera, nella sua residenza, il dottore cercava di ambientarsi; qui però iniziarono a sorgergli mille dubbi, paure, insicurezze. Pensava a cosa avrebbe dovuto fare in caso di ernia o appendicite o crup difterico, a come avrebbe dovuto curarlo, a come si sarebbe dovuto comportare. Di fronte a ciò, "una voce severa" nel suo cervello lo ammonì dicendogli: "Hai voluto la bicicletta, e adesso pedala". Questa era la voce della sua coscienza medica, la voce che poco dopo, prevalendo sui dubbi e sulla paura, lo avrebbe aiutato a salvare la vita di una ragazza.
Mentre era in preda a questi attacchi isterici, infatti, giunse nel suo studio un uomo, il quale cadde in ginocchio ai suoi piedi chiedendo aiuto: sua figlia era caduta nella gramola, strumento atto a maciullare il lino. Accompagnato sia dalla voce severa che dalla paura, si precipitò in sala operatoria dove vide la ragazza già distesa sul letto. Qui iniziò a studiare il caso e in breve tempo comprese la gravità della situazione: nonostante i suoi dubbi e i suoi aiutanti lo incitassero ad abbandonare il caso, dal momento che la situazione era molto grave e non vi erano possibilità che la ragazza potesse sopravvivere, la voce della sua coscienza lo guidò in tutta l'operazione. Decise dunque di amputare una gamba e ingessare l'altra. Terminato l'intervento chirurgico, tutti i presenti erano convinti che la ragazza non sarebbe sopravvissuta, ma nonostante ciò ricevette i complimenti dell'ostetrica, la quale lo paragonò al fantomatico Leopol'd. Fortunatamente, però, tutte le loro previsioni erano errate. Infatti due mesi e mezzo dopo il padre della ragazza bussò alla porta dello studio di Bomgard: lo accompagnava la fanciulla. Era sopravvissuta e, sotto consiglio del medico, sarebbe partita per Mosca per sottoporsi ad un intervento di protesi. In segno di riconoscenza, la ragazza diede in dono a Bomgard un pacchetto: all'interno vi era un asciugamano su cui era ricamato un galletto rosso.
(Michail Bulgakov, L'asciugamano col galletto)

### Il battesimo del rivolgimento
Mentre il tempo passava all'ospedale di Mur'e, il dottore cercava di abituarsi al nuovo stile di vita. Tutto procedeva con tranquillità: i cittadini maceravano il lino quotidianamente e egli non doveva visitare più di cinque pazienti al giorno; trascorreva tutte le serate a scoprire i tesori della biblioteca di Leopol'd. Durante una di quelle sere, il dottore lesse finché le palpebre glielo consentirono; poi mise da parte il libro e andò a letto: poco dopo si addormentò. Si svegliò di soprassalto mezz'ora dopo, sentendo bussare alla porta del suo appartamento: era Aksin'ja. Era stata mandata dall'ostetrica Anna ad avvisarlo che in ospedale era giunta una donna con un parto difficile. Allora egli si alzò dal letto e frettolosamente cominciò a vestirsi; contemporaneamente cercava di fare una diagnosi. In poco tempo arrivò in ospedale, in sala parto, dove vide la donna distesa sul lettino: aveva un viso che lasciava intravedere tutto il suo dolore. Mentre si preparava a visitare la paziente, il dottore chiese ad Anna quale fosse il problema; lei prontamente gli rispose che si trattava di presentazione trasversale. A questo punto: panico! Visitò la paziente, ma subito capì che la diagnosi fatta da Anna era esatta. Cosa fare allora? Era la prima volta che si trovava da solo in sala parto e inoltre si trovava di fronte ad un parto complicato. Cercava di prendere tempo per capire cosa fare, cercava di ricordare quello che aveva studiato sul libro di ostetricia, Doderlein, ma l'unica frase che gli riaffiorò alla memoria fu: "La presentazione trasversale è una presentazione assolutamente sfavorevole". Panico totale! Intanto il tempo passava e bisognava intervenire. Ordinò agli assistenti di preparare la donna per l'anestesia: lui avrebbe fatto un salto a casa a prendere "solo le sigarette". Giunto nella sua camera, il dottore accese la lampada a petrolio e iniziò a sfogliare il Doderlein: tutte le frasi che gli saltavano all'occhio non facevano ben sperare, in quanto in esse erano analizzati tutti i rischi dell'operazione, ma in nessuna era descritto il modo in cui affrontare tutto ciò. Nonostante l'agitazione aumentasse, era tempo di tornare in ospedale. Mentre alcune infermiere preparavano la paziente per l'operazione, altre aiutavano il dottore a prepararsi e Anna gli spiegava il modo in cui il suo predecessore eseguiva i rivolgimenti. Il tempo era scaduto: la donna dormiva e tutto era pronto per l'intervento.
Andò tutto per il meglio, ma il dottore aveva molte perplessità. Per il momento il neonato e la madre erano sani e salvi ed egli ricevette i complimenti da parte dell'assistente. Poco dopo rincasò. Restò ancora un po' di tempo nel suo studio a sfogliare il Doderlein e mentre lo faceva capì il senso della conoscenza autentica: leggendo, infatti, tutti i passaggi che durante l'intervento aveva fatto quasi inconsapevolmente gli apparvero chiari e giusti. "In campagna si può acquisire una grande esperienza - pensavo addormentandomi - però bisogna leggere, leggere, leggere... di più...".

### La gola d'acciaio
È il 29 novembre 1916: il dottor Bomgard è nel suo studio leggendo manuali di chirurgia e bevendo tè nero. Nonostante siano trascorsi oltre due mesi dal suo arrivo al villaggio, ha ancora nostalgia della sua città e paura per quello che gli si potrebbe presentare.
Terminate le letture serali, il dottore si mise a letto; ebbe, però, appena il tempo di addormentarsi che l'infermiere bussò alla porta della sua camera per informarlo che era giunta in ospedale una bambina, Lidka, molto debole, in punto di morte. Prontamente, dunque, si vestì e uscì di casa; poco dopo era in ospedale, dove lo attendevano tutti i suoi assistenti. Apparve sulla porta una donna che "teneva tra le braccia un fagotto che sibilava e fischiava ritmicamente", accompagnata da una "vecchia" (la nonna della bambina). La madre era stravolta e, aperto il fagotto, mostrò la bimba al dottore: era una bambina di circa tre anni, con capelli biondi e occhi azzurri. "Solo sulle scatole dei cioccolatini si dipingono bambini così", pensò il dottore. Dopo una rapida osservazione, capì che si trattava di crup difterico, ovvero presenza di membrane che ostruivano la gola. Il problema fu che egli non aveva mai trattato un caso di quel genere e tantomeno aveva svolto una tracheotomia! Nonostante ciò, cercò di mantenere la calma: infatti iniziò col porgere domande di vario genere alla donna per poter fare una diagnosi migliore. Furono sufficienti pochi minuti per capire che la situazione era ancor più grave di quella prevista e che l'unica possibilità di salvare la bambina era sottoporla ad un intervento chirurgico di tracheotomia. Ancora una volta la coscienza medica superò le paure e i dubbi e lo aiutò a convincere la madre e la nonna della bambina a procedere con l'operazione. Dopo aver ordinato agli assistenti di preparare la bimba e tutto il materiale per l'operazione, assalito dalle perplessità, andò nella sua camera e lì diede una rapida lettura al capitolo che descriveva il modo in cui portare a termine una tracheotomia: "Mi misi a leggere il testo, ma non capivo nulla, le parole parevano saltellarmi davanti agli occhi". Non vi era altro da fare che tornare in ospedale e operare. Così fece. Inizialmente l'operazione non andò bene: infatti prima non riusciva a bloccare la fuoriuscita di sangue dopo l'incisione, poi non vedeva la trachea e per concludere uno dei suoi assistenti svenne. Gli fu sufficiente, però, poco tempo per riprendere in mano le redini della situazione e concludere l'operazione. La bambina era salva.
L'ultima volta che il dottore vide Lidka fu circa un mese dopo, per una visita di controllo.
"Non la rividi mai più. Cominciai a dimenticarmi di lei. E intanto le mie visite continuavano ad aumentare. Finché giunse il giorno in cui visitai centodieci pazienti. [...] L'infermiera-ostetrica più anziana mi disse: «Per tutte queste visite ringrazi la tracheotomia. Lo sa cosa dicono nei villaggi? Che a Lidka, quand'era malata, lei ha messo una gola d'acciaio al posto della sua e poi l'ha ricucita. Vanno apposta al suo villaggio per vederla. Eccole la gloria, dottore, complimenti»". Con la gloria, aumentò anche la stanchezza e l'unica cosa che il dottore desiderava dopo una giornata di lavoro era dormire.

### La tormenta
La vita del giovane dottore proseguiva nel piccolo ospedale di Mur'e, dove doveva dividersi in quattro per visitare gli oltre cento pazienti che affluivano ogni giorno, operare e organizzare da solo un intero ospedale. Ormai il suo nome era paragonabile (o forse più!) a quello del suo predecessore Leopol'd. Come molte altre mattine, anche quel mercoledì il dottore fu svegliato da colpi alla porta: era l'ostetrica; era andata per avvisarlo che, a causa della tormenta, erano giunti in ospedale solo due pazienti e che di questi se ne sarebbero occupati i suoi assistenti. Il dottore decise dunque di restare in casa; guardava la tormenta attraverso le finestre, oltre le quali si stava svolgendo uno spettacolo quasi surreale: "Non c'era cielo, nemmeno terra. Mulinava e vorticava bianco dritto e per traverso, in lungo e in largo, come se il diavolo si divertisse con la polvere dentifricia". In tarda mattina, ordinò alla domestica Aksin'ja di preparargli un bagno caldo: a causa del troppo lavoro, infatti, aveva tralasciato anche la propria igiene. Mentre faceva il bagno, la domestica, seduta dietro la porta, lo informava della notizia (oggi diremmo gossip) più importante di quei giorni: lo scrivano della tenuta di Salomet'evo aveva chiesto in sposa una ragazza e lei aveva accettato. Questa conversazione fu però interrotta dall'arrivo di un pompiere che portava un messaggio da parte del dottore del villaggio di Salomet'evo: quest'ultimo chiedeva l'aiuto del collega per salvare la vita di una ragazza. La ragazza in questione era la fidanzata dello scrivano: era balzata, infatti, fuori dalla slitta durante un giro con il fidanzato. Nonostante qualche incertezza dovuta alle condizioni climatiche, il dottore si vestì velocemente, prese la borsa e partì per il villaggio vicino, insieme al vetturino. Il tempo che impiegarono per raggiungerlo fu molto più del previsto. Arrivati, il dottore fu subito accompagnato nella camera dove giaceva la ragazza; lì erano presenti anche lo scrivano, che lo supplicava di fare tutto il possibile per salvarla, e il collega, che gli fece il punto della situazione. Poco dopo Bomgard intuì che non vi era più nulla da fare; la ragazza era morta. Ormai sera inoltrata, nonostante le insistenze dei presenti che lo invitavano a restare, il dottore salì sulla slitta e, insieme al vetturino, si mise in viaggio per fare ritorno a casa. Il viaggio fu molto travagliato: infatti, da una parte egli era assalito da un unico pensiero, cosa avrebbe potuto fare per salvare la ragazza, dall'altra avevano perso la via maestra e i cavalli erano stanchi. Dopo una piccola sosta, incitò il vetturino, così come i cavalli, a proseguire e a ritrovare la via. Erano quasi giunti a casa quando i cavalli si imbizzarrirono per la presenza di lupi; la stessa paura invase anche i due passeggeri. Il dottore allora prese la Browning e cercò di sparare; ciò, però, fu tutto inutile poiché i movimenti bruschi dei cavalli rendevano la slitta molto instabile. Dopo alcuni minuti di panico, la situazione si calmò: i lupi erano scomparsi, i cavalli erano calmi e i due passeggeri non desideravano altro che tornare a casa e dormire. Lì, ad attenderli, vi era la domestica che chiese informazioni sulla salute della ragazza. "«È morta» risposi con indifferenza. Un quarto d'ora dopo tutto si calmò". Il dottore andò nella sua camera e "poi più nulla. Silenzio. Sonno".

### Le tenebre d'Egitto
"Ma dov'è il mondo intero nel giorno del mio compleanno?": è in questo modo che inizia il quinto racconto. Mentre l'inverno con la sua tormenta rendeva il piccolo villaggio di Nikol'skoe ancora più lontano dal resto del mondo (tanto da definire tutto quello che accadeva lì "Le tenebre d'Egitto"), nella residenza del dottore si festeggiava il suo compleanno: non era una vera e propria festa, piuttosto un momento in cui interrompere la vita frenetica ospedaliera e ridere, raccontando storie incredibili che accadevano in ospedale. Il dottore iniziò con il raccontare ciò che era accaduto la mattina: si era presentata nel suo studio una donna alla quale il giorno prima aveva prescritto, in piccola dose, le gocce di belladonna. La signora, sperando in un effetto immediato, in un giorno aveva terminato tutto il flacone e chiedeva il rinnovo della ricetta; "Roba dell'altro mondo!" pensò il dottore. Poi fu il turno dell'infermiere e dell'ostetrica Pelageja che iniziarono a parlare della grande personalità del dottor Leopol'd e del modo in cui aveva risolto un caso di laringite. Infine ancora l'ostetrica Pelageja raccontò ciò che aveva visto durante un parto: stava visitando la partoriente, ormai in travaglio, quando nel canale dell'utero trovò delle zollette di zucchero, che, secondo le tradizioni di allora, "allettavano" il bambino ad uscire. In questo modo la serata continuò, tra tè, racconti che sembravano barzellette e qualche sorso di alcol. Al termine della serata, gli assistenti si ritirarono nelle proprie camere, mentre il dottore nel suo studio ripensava alla serata appena trascorsa, un po' buffa ma divertente. Mentre era immerso nei suoi pensieri, sentì bussare alla porta: era la domestica che lo avvertiva dell'arrivo di un paziente. Ordinò di farlo accomodare nel suo studio. Il paziente si presentò al dottore come un mugnaio e iniziò ad informarlo dei suoi sintomi (mal di testa e febbre, gambe fiacche). Mentre parlavano, il dottore rimase stupito dalla sua educazione e dai suoi modi gentili. Poco dopo giunse ad una diagnosi: il mugnaio aveva la malaria e per questo Bomgard gli propose di trascorrere qualche giorno in ospedale in modo che tutti loro si sarebbero potuti prendere cura di lui. Il mugnaio accettò. Istruita l'ostetrica su cosa fare e su cosa somministrare al mugnaio (chinino), il dottore si ritirò nella sua residenza e si addormentò. Fu svegliato all'alba dalla domestica, poiché il mugnaio era in punto di morte. Immediatamente il dottore, vestitosi più velocemente del solito, uscì da casa e raggiunse il paziente: lo trovò a letto, ormai in fin di vita, con gravi problemi respiratori. Poco dopo lo raggiunse l'ostetrica che gli spiegò come si era evoluta la situazione: "S'immagini dottore! Si è ingoiato tutte le dieci bustine di chinino in una volta! A mezzanotte". Bisognava fare una lavanda gastrica! Il mugnaio si salvò e diede spiegazioni al dottore: "Ma sì, ho pensato, perché stare a tirarla tanto in lungo con voi a una bustina per volta? Le prendo tutte insieme - e buonanotte". E fu “buonanotte” anche per il dottore: "E un dolce sonno dopo quella notte difficile mi rapì. Si stesero come un velo le tenebre d'Egitto... e in mezzo io... armato di spada, o forse di uno stetoscopio. [...] Il sonno è una gran bella cosa!".

### L'occhio scomparso
"E così, era passato un anno. Un anno esatto da quando ero arrivato davanti a questa stessa casa", ma da allora erano cambiate molte cose. Il dottore, guardandosi allo specchio, vedeva una persona completamente diversa da quel ragazzino neolaureato che un anno prima era arrivato lì. "Un anno prima nello specchio tirato fuori dalla valigia si era riflesso un volto bene rasato. […] [Ora] sul labbro superiore si era saldamente affermata una strisciolina simile a un ispido spazzolino da denti ingiallito". Sì, perché anche la rasatura era diventata un lusso per il nostro dottore; e spesso quando decideva di farla era interrotto da qualcosa o qualcuno. Ricorda, infatti, quando nel mese di aprile l'infermiere irruppe nella sua camera per riferirgli che una donna stava per partorire in un boschetto e aveva bisogno del suo aiuto. Così, con una guancia rasata e l'altra no, si precipitò sul luogo e, aiutato dall'ostetrica, fece nascere un bel bambino. Che luogo insolito per un parto! La donna, poi, trasportata in ospedale, gli spiegò che il suocero non aveva ritenuto necessario tirar fuori i cavalli per accompagnarla in ospedale. Risolta quest'urgenza, decise di tornare a casa per finire la rasatura, ma, mentre apriva la porta del suo appartamento, sentì le grida di un bambino; urlava, tra le braccia della madre, a causa di una gamba fratturate e dunque bisognava intervenire. La rasatura, allora, fu rimandata alla sera. Un episodio molto simile era accaduto in una giornata invernale, quando era stato chiamato per assistere ad un parto complicato al villaggio di Griscevo. In quell'occasione, però, la vicenda non ebbe un buon epilogo: infatti, il bambino morì. Ciò provocò nel dottore un senso di paura e di insicurezza, che solo col tempo cessò.
"Ed ecco un anno intero. Mentre scorreva lentamente, mi era sembrato multiforme, vario complicato e spaventoso, mentre adesso capivo che era volato via come un uragano". Aveva fatto moltissime cose in quell'anno: amputazioni, tracheotomia, raschiamenti, ingessature e fasciature; aveva addirittura cercato per la prima volta di tirare un dente ad un soldato, ma non era stata una decisione saggia: infatti, insieme al dente aveva strappato anche l'alveolo. E con questi pensieri si addormentò. La mattina seguente dovette affrontare un caso molto difficile all'apparenza: si presentò nel suo studio una donna che portava tra le braccia un bambino, che sembrava non avere un occhio; una "palla di colore giallo" sporgeva dalle palpebre. Il dottore non riuscì a diagnosticare nulla e, credendo che l'occhio non ci fosse, suggerì un intervento per rimuovere il superfluo. La madre non acconsentì e lasciò lo studio. Una settimana dopo la donna tornò per un problema ai reni e con lei c'era anche il bambino, in perfetta salute e con due occhi. Il dottore fu sorpreso da quella visione, ma poco dopo capì: quella “palla” non era altro che un ascesso, pieno di pus, che ricopriva l'occhio.
In quell'anno il dottore ne vide davvero tante, ma era convinto che molte cose lo avrebbero ancora stupito: "Un anno è passato, ne passerà un altro e sarà altrettanto ricco di sorprese del primo… Questo significa che bisogna studiare, con umiltà".

### L'eruzione stellata
Sei mesi dopo dal suo arrivo nel piccolo ospedale di campagna, il dottor Bomgard si trovò per la prima volta ad affrontare un caso di sifilide, ciò che egli definiva eruzione stellata. Un giorno, infatti, nel suo studio si presentò un uomo che sosteneva di avere problemi alla gola. Mentre il dottore lo visitava, si accorse che quei problemi in realtà erano dei sintomi di una malattia molto più grave quale la sifilide. Il paziente si rivelò molto restio nel prendere consapevolezza di ciò: infatti, con tranquillità d'animo, continuava a sostenere che i suoi problemi fossero dovuti solo ad un semplice mal di gola. Il dottore dunque, per fare in modo che egli accettasse le cure (si trattava di fare sul corpo delle frizioni con un unguento nero), iniziò a parlargli della contagiosità di tale male (certamente anche la moglie era affetta dalla sua stessa malattia) e come la sua vita sarebbe cambiata se non si fosse sottoposto a tali trattamenti. Terminato questo monologo brillante, il dottore prescrisse la cura al paziente e lo salutò. Pochi minuti dopo, passando di corsa per il corridoio dell'ambulatorio, diretto alla farmacia, Bomgard sentì il paziente parlare con una donna: egli criticava il lavoro del medico, poiché, invece di prescrivergli farmaci per la gola, gli aveva prescritto unguenti per curare la sifilide. Il dottore si sentì bruciare dentro: non poteva succedere davvero! E per un mese, ogni mattina, consultava il registro ambulatorio sperando di leggere il nome del paziente, ma non vide nessuno; e il mese dopo si dimenticò di questo caso.
Dopo circa sei mesi il caso gli si ripresentò: giunse, infatti, nel suo studio la moglie di quel paziente. Aveva con sé una lettera in cui il marito gli rivelava di essere affetto da sifilide e di non avergliene parlato durante la licenza. Ora il paziente era ritornato a Mosca, lasciando la moglie in balia di speranza e paura. Il dottore, dopo averla tranquillizzata, insieme all'ostetrica Pelageja, iniziò a visitarla. I risultati furono straordinari e inaspettati: nonostante il contatto con il marito, lei non era affetta da sifilide. Il dottore continuò a visitarla per tutto il mese successivo, tutti i sabati, per eliminare ogni dubbio, ma la malattia non comparve. Terminato il periodo di visite, la donna si presentò nello studio del medico solo un'altra volta per portargli burro e uova, in segno di gratitudine, ma egli non accettò.
Durante una di quelle serate trascorse nel suo studio tra vari libri, il dottore decise di studiare i registri ambulatori: fu sorpreso da quello che scoprì. Nelle lunghe liste, vi erano nomi di membri di intere famiglie affetti dalla sifilide e pochissimi dall'ulcera; perché? Il dottore pensò che la sifilide fosse poco conosciuta o meglio molto sottovalutata e che per questo non fosse curata in tempo. Decise dunque di combatterla! "Per combatterla, bisognava vederla. E non si fece attendere". Infatti, durante il periodo invernale, molti dei suoi pazienti risultarono affetti da tale malattia e a tutti suggerì lo stesso tipo di terapia: frizioni con unguento nero. Con il passare del tempo capì che la "sifilide era spaventosa proprio perché non faceva paura". Questa nuova avventura cambiò radicalmente il dottore: lo fece diventare uomo. E, grazie alla sua tenacia e alla padronanza che aveva acquisito in questo campo, riuscì a salvare la vita di molte persone. Inoltre riuscì ad ottenere l'apertura di un piccolo padiglione, dove poter ricoverare le persone affette da quel male. In una di quelle giornate si presentò nel suo studio una giovane donna che portava in braccio un bambino ed era seguita da altri due ragazzini. Dopo averli visitati, il dottore diagnosticò loro la malattia in questione e, nonostante il volere contrastante della madre, li ricoverò. Dopo circa un mese e mezzo tutti erano fuori pericolo.

### Morfina
Dopo un anno di permanenza nel piccolo villaggio di Nikol'skoe, il dottor Bomgard si trasferì all'ospedale di Viaz'ma. Ricevuta una lettera, che arrecava una generica e confusa richiesta di aiuto da parte del dottor Sergej "Serëža" Vasil'evič Poljakov, suo compagno di studi ai tempi dell'università, Bomgard decise di partire per visitare il collega. Tuttavia, la sera prima della sua partenza, Poljakov venne ricoverato in ospedale dopo aver tentato il suicidio sparandosi un colpo al petto: i soccorsi furono vani. Prima di morire, però, Poljakov riuscì a consegnare a Bomgard un quaderno sul quale aveva scritto il proprio diario. Il diario riportava che una sera Poljakov, in preda a forti dolori intestinali, si era fatto iniettare una prima dose di morfina e poi una seconda dose per la notte. Fu l'inizio della tossicodipendenza, facilitata anche dalla disponibilità di morfina. Nonostante i primi tempi ciò non lo avesse disturbato nella sua attività lavorativa e nei rapporti con gli altri, presto sopraggiunse l'assuefazione che lo rese solitario e vittima di allucinazioni. Il tentativo di sostituire la morfina con la cocaina venne abbandonato per gli effimeri effetti di quest'ultima. Dopo essere stato ricoverato per un breve periodo a Mosca in una clinica psichiatrica, per un tentativo di disintossicazione, Poljakov fece ritorno al suo posto di lavoro. Gli effetti della morfina si facevano sempre più pesanti, al punto da causare un crollo sia fisico sia psicologico; l'ultimo disperato tentativo di salvarsi fu scrivere una lettera al vecchio compagno Bomgard ma, ormai persa la speranza e pieno di rimorsi, il giovane medico si suicidò.

### Io ho ucciso
Il dottor Bomgard e altri quattro medici discutevano sul problema della morte dei pazienti durante un intervento chirurgico o durante la loro permanenza in ospedale: tutti erano fermamente convinti che nessun medico uccida volontariamente e la morte di un paziente in sala operatoria sia dovuta ad un caso disgraziato. Mentre discutevano, il dottor Jasvin, ottenuta l'attenzione da parte di tutti, disse di aver ucciso un paziente e di averlo fatto volontariamente. Iniziò dunque a raccontare la sua storia: era il primo febbraio del 1919, la città di Kiev era occupata dall'esercito di Petljura, tutti attendevano l'arrivo dei bolscevichi. Di ritorno dal piccolo ospedale di periferia, trovò, nella fessura della porta, un plico; lo aprì e ne lesse il contenuto: doveva presentarsi alla direzione sanitaria entro due giorni per conoscere la prossima destinazione. Cercò velocemente di preparare la valigia, ma mentre lo faceva, iniziò a pensare che aspettare i bolscevichi fosse la cosa migliore. Ciò però lo fece riflettere sui pericoli che avrebbe potuto correre qualora essi non fossero arrivati. Per questo sistemò la valigia, prese la Browning, infilò il soprabito e uscì da casa. Appena fuori, di sorpresa trovò ad aspettarlo due soldati dell'esercito di Petljura che lo obbligarono ad andare con loro: dal quel momento avrebbe lavorato come medico per l'esercito nemico. Giunsero al reggimento del colonnello Leščenko e da qui tutti insieme avanzarono verso Slobodka. Giunti a destinazione, il dottor Jasvin fu accompagnato in una stanza, che divenne il suo studio medico: lì curava i soldati avversari. Pensò più volte di fuggire da quella bruta realtà, dove dal mattino alla sera si sentivano solamente urla e pianti, ma ben presto capì che non era possibile. Quel giorno, mentre era nella stanza, il soldato di scorta lo avvisò che il colonnello voleva vederlo; subito si alzò, si preparò e scese al piano di sotto. Qui, in una camera, vi trovò il colonnello: era "nudo fino alla cintola e si rattrappiva sullo sgabello, stringendo al petto una garza insanguinata". Dopo aver allontanato un ragazzo che era lì con lui, il colonnello ordinò al dottore di medicargli la ferita. Riuscì appena a togliersi la garza, quando irruppe nella stanza una donna: dal suo viso, seppur asciutto, si poteva leggere tutto il dolore che stava provando. La donna accusò il colonnello di aver ucciso suo marito e chiese per questo spiegazioni; il colonnello le rispose che era stato necessario. Dopo di ciò, la donna si rivolse al dottore e puntò il dito sullo stemma della croce rossa, sulla manica della divisa: non poteva credere che un medico offrisse assistenza ad un uomo così crudele, disumano. Allora il colonnello ordinò ai soldati di bacchettare la donna. Il dottore, in stato di sgomento, pensava a quello che aveva appena visto e sentito; chiese dunque spiegazioni a sua volta ed ebbe questa risposta: "Ma guarda un po'. Adesso vedo che bel tipo mi hanno dato invece di un medico...".
A questo punto, la storia è interrotta, in quanto non è descritta la successione degli eventi.
Il racconto riprende così: "Una delle pallottole devo avergliela sparata in bocca, perché ricordo che dondolava sullo sgabello e il sangue gli scorreva dalla bocca..." Il dottor Jasvin capì che doveva scappare: si lanciò dalla finestra e iniziò a correre; cadde per caso in una buca e lì restò per qualche ora. Intanto i soldati continuavano a cercarlo, con la speranza di trovarlo e ucciderlo. Ciò non successe. Dopo qualche ora, il dottore si mise in viaggio, diretto a Kiev. Quando vi giunse apprese che l'esercito di Petljura aveva liberato la città e lì era in corso una rivoluzione. Era libero e salvo e si diresse verso casa.
Terminato il racconto, il dottor Bomgard chiese al collega se avesse ucciso o soltanto ferito; egli rispose: "Oh, stia tranquillo. Io ho ucciso. Creda alla mia esperienza di chirurgo".

## Edizioni italiane
- I racconti di un giovane medico, trad. di Chiara Spano, Roma, Newton Compton, 1974; con Cuore di cane, La Spezia, Melita, 1983; in Romanzi e racconti, Roma, Newton Compton, 1990.
- Appunti di un giovane medico, trad. di Emanuela Guercetti, Introduzione di Milli Martinelli, Collana Classici, Milano, BUR, 1990, ISBN 8817167940.
- trad. di Serena Prina, in Romanzi e racconti, a cura di Mariėtta Čudakova, progetto editoriale di Serena Vitale, Collana I Meridiani, Milano, Mondadori, 2000 ISBN 88-044-6918-8.
- Memorie di un giovane medico, trad. e cura di Paolo Nori, Marcos y Marcos, 2017, ISBN 978-88-716-8802-2.
- Memorie di un giovane medico, a cura di Serena Prina, Vicenza, Neri Pozza, 2020, ISBN 978-88-545-2148-3.

## Opere derivate
I racconti di Bulgakov hanno ispirato la serie televisiva Appunti di un giovane medico del 2012 con Daniel Radcliffe nella parte del giovane Vladimir Bomgard, e Jon Hamm, al quale è affidato il ruolo del medico adulto.